# Розподіл Ломакса
Помилка Lua у Модуль:Navbar у рядку 61: Неприпустима назва {{subst:PAGENAME}}.
Розподіл Ломакса, іноді його ще умовно називають розподілом Парето II типу, є розподілом ймовірностей з так званим "грубим хвостом", який використовується в бізнесі, економіці, актуарній науці, теорії масового обслуговування та моделюванні інтернет-трафіку. Названий на честь К. С. Ломакса. По суті, це розподіл Парето, який був зміщений настільки щоб його носій починався з нуля.

## Характеристика

### Функція густина
Функція густини розподілу Ломакса визначається як
{\displaystyle p(x)={\alpha  \over \lambda }\left[{1+{x \over \lambda }}\right]^{-(\alpha +1)},\qquad x\geq 0,}
з параметром форми {\displaystyle \alpha >0} і параметром масштабу {\displaystyle \lambda >0}. Густину можна переписати таким чином, щоб більш чітко показувати зв'язок із розподілом Парето I типу. Тобто:
{\displaystyle p(x)={{\alpha \lambda ^{\alpha }} \over {(x+\lambda )^{\alpha +1}}}} .

### Нецентральні моменти
The {\displaystyle \nu } ий нецентральний момент {\displaystyle E\left[X^{\nu }\right]} існує лише якщо параметр форми {\displaystyle \alpha } більший за {\displaystyle \nu }, тоді момент обчислюється за формулою
{\displaystyle E\left(X^{\nu }\right)={\frac {\lambda ^{\nu }\Gamma (\alpha -\nu )\Gamma (1+\nu )}{\Gamma (\alpha )}}}

## Пов'язані розподіли

### Зв'язок з розподілом Парето
Розподіл Ломакса є розподілом Парето I типу, зміщеним так, що його носій починався з нуля. Зокрема:
{\displaystyle {\text{If }}Y\sim {\mbox{Pareto}}(x_{m}=\lambda ,\alpha ),{\text{ then }}Y-x_{m}\sim {\mbox{Lomax}}(\alpha ,\lambda ).}
Розподіл Ломакса є розподілом Парето типу II з x m =λ і μ=0: 
{\displaystyle {\text{If }}X\sim {\mbox{Lomax}}(\alpha ,\lambda ){\text{ then }}X\sim {\text{P(II)}}\left(x_{m}=\lambda ,\alpha ,\mu =0\right).}

### Зв'язок з узагальненим розподілом Парето
Розподіл Ломакса є окремим випадком узагальненого розподілу Парето. Зокрема:
{\displaystyle \mu =0,~\xi ={1 \over \alpha },~\sigma ={\lambda  \over \alpha }.}

### Зв'язок з бета розподілом
Розподіл Ломакса з параметром масштабу λ = 1 є окремим випадком бета-штрих розподілу. Якщо X розподілена за розподілом Ломакса, то {\displaystyle {\frac {X}{\lambda }}\sim \beta ^{\prime }(1,\alpha )} .

### Зв'язок з розподілом Фішера
Розподіл Ломакса з параметром форми α = 1 і параметром масштабу λ = 1 має густину{\displaystyle f(x)={\frac {1}{(1+x)^{2}}}}, такий самий розподіл має розподіл F (2,2). Це розподіл частки двох незалежних і однаково розподілених випадкових величин з експоненційними розподілами.

### Зв'язок з q-експоненційним розподілом
Розподіл Ломакса є окремим випадком q-експоненційного розподілу . q-експонента розширює цей розподіл до носія на обмеженому інтервалі. Параметри розподілу Ломакса визначаються наступним чином:
{\displaystyle \alpha ={{2-q} \over {q-1}},~\lambda ={1 \over \lambda _{q}(q-1)}.}

### Зв'язок з (лог-) логістичним розподілом
Логарифм розподіленої за  Ломаксом змінної Lomax(форма = 1,0, масштаб = λ) розподілений за логістичним розподілом з розташуванням log(λ) і масштабом 1. Тобто, що Lomax(форма = 1, масштаб = λ)-розподіл дорівнює логарифмічно логістичним розподілом з  параметром форми β = 1,0 і масштабу α = log(λ).

### Зв'язок гамма-експоненціальної (масштабованої) суміші
Розподіл Ломакса виникає як суміш експоненційних розподілів, де розподілом змішування темпу виступає гамма-розподіл. Якщо λ|k,θ ~ Gamma(форма = k, масштаб = θ) і X |λ ~ Exponential(темп= λ), то граничний розподіл X |k,θ є Ломакс розподілом Lomax(форма = k, масштаб = 1/θ ). Оскільки параметр масштабу можна еквівалентно перепараметрувати до параметра масштабу, розподіл Ломакса по суті є сумішшю експоненційного (з параметром експоненціального масштабу, що розподілений за оберненим гамма-розподілом).